# Bradley (Illinois)
Bradley è un comune degli Stati Uniti d'America, situato in Illinois, nella contea di Kankakee.